# M/F Sallingsund
M/F Sallingsund var en dansk færge, med hjemsted i Nykøbing Mors. Den sejlede overfarten mellem Arup Thy og Feggesund Syd indtil 2012, hvor der blev indsat en ny færge, M/F Feggesund. M/F Sallingsund blev bygget i 1958 til overfarten Sallingsund Færgefart mellem Pinen og Plagen, under navnet M/F Plagen. I 1978 blev den indsat på Feggesund. 
Sallingsund kunne medtage op til 12 personbiler og 98 passagerer. Den medtog desuden også rutebiler mellem Nykøbing Mors og Fjerritslev. 
Færgen var ejet af I/S Mors-Thy Færgefart.

## Historie
I fart 1958 mellem Pinen og Plagen. Solgt til Viborg Amt 1978, som reservefærge på amtets overfarter i Limfjorden. i 1980 omdøbt til Sallingsund og primært brugt på overfarten på Feggesund. Udfaset i 2012 og solgt som husbåd 5. marts 2013 til Aalborg og får igen navnet Plagen.